# Alucita photaula
Alucita photaula là một loài bướm đêm thuộc họ Alucitidae. Loài này có ở Nam Phi.